# Se mig som jeg er
|  | Denne artikel er oprettet af botten Steenthbot ud fra en ekstern database. Den kan derfor have sproglige fejl eller mangler. Denne skabelon kan fjernes efter kontrol af indholdet. |

Se mig som jeg er er en dansk dokumentarfilm fra 2022 instrueret af Louise Leth.

## Handling
15-årige Rima drømmer om at gøre de ting, hendes jævnaldrende kan. Men det viser sig, at drømmene kan blive svære at realisere. Det går mere og mere op for Rima, at hun må stå ved sig selv og finde sin egen vej på trods af sin autismediagnose. Rima forsøger at navigere i det danske uddannelsessystem, men møder flere og flere lukkede døre i takt med, at hendes muligheder bliver mindre. 
Rimas mor, Fatme, er hendes evige støtte. Hun har fulgt Rima overalt gennem hele hendes liv. Fatme har en kronisk hjertelidelse og er klar over, at hun ikke altid vil kunne være der for Rima. Hun opmuntrer Rima til at fortsætte med at gå efter sine drømme og forsøger at støtte sin datter mest muligt gennem de mange hårde tider. Rima og hendes storesøster Soad er også tæt knyttede. Men Soad er blevet voksen og skal nu giftes og flytte hjemmefra. 
Rima og hendes bedste veninde, Sarah, fra specialklassen er der altid for hinanden. De trøster hinanden, når livet er svært, og sammen prøver de at forstå deres omgivelser – selvom det kan være udfordrende, når man hele livet igennem har gået i specialklasse. Da Rima nærmer sig sin 18-års fødselsdag, må hun langsomt lære at blive mere selvstændig og finde ud af, hvor hendes særlige styrker er.

## Medvirkende
- Rima Ali